# ای‌کی‌ام نوشرالزمان
ای‌کی‌ام نوشرالزمان (بنگالی: একেএম নওশেরুজ্জামান؛ ۵ دسامبر ۱۹۵۰ – ۲۱ سپتامبر ۲۰۲۰) بازیکن فوتبال اهل بنگلادش بود.
وی همچنین در تیم ملی فوتبال بنگلادش بازی کرده است.